# Albert Kaçi
Albert Kaçi (Scutari, 11 giugno 1981) è un ex calciatore albanese, centrocampista.